# Кашубське поозер'я
Кашу́бське поо́зер'я (пол. Pòjezerzé Kaszëbsczé; каш. Pòjezerzé Kaszëbsczé)  — фізико-географічний мезорегіон, що належить до макрорегіону Східнопоморського поозер'я,  найпівнічнішого з усіх Поморських озерних районів. Майже всі озера знаходяться на висоті від 149 до 216 м над рівнем моря. Регіон значною мірою заселений кашубами, звідси і назва. Однак, оскільки кашуби живуть і в сусідніх мезорегіонах, використовується альтернативна назва регіону — Картузьке поозер'я.

## Межі

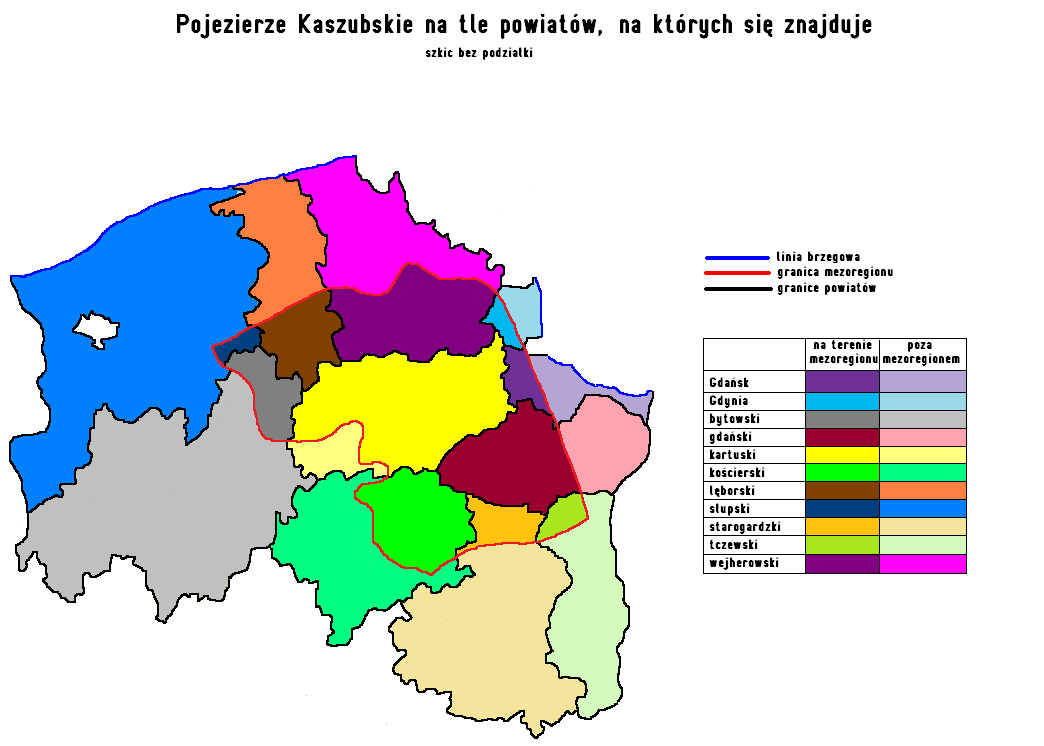
Кашубське поозер'я на тлі повітів, до яких входить

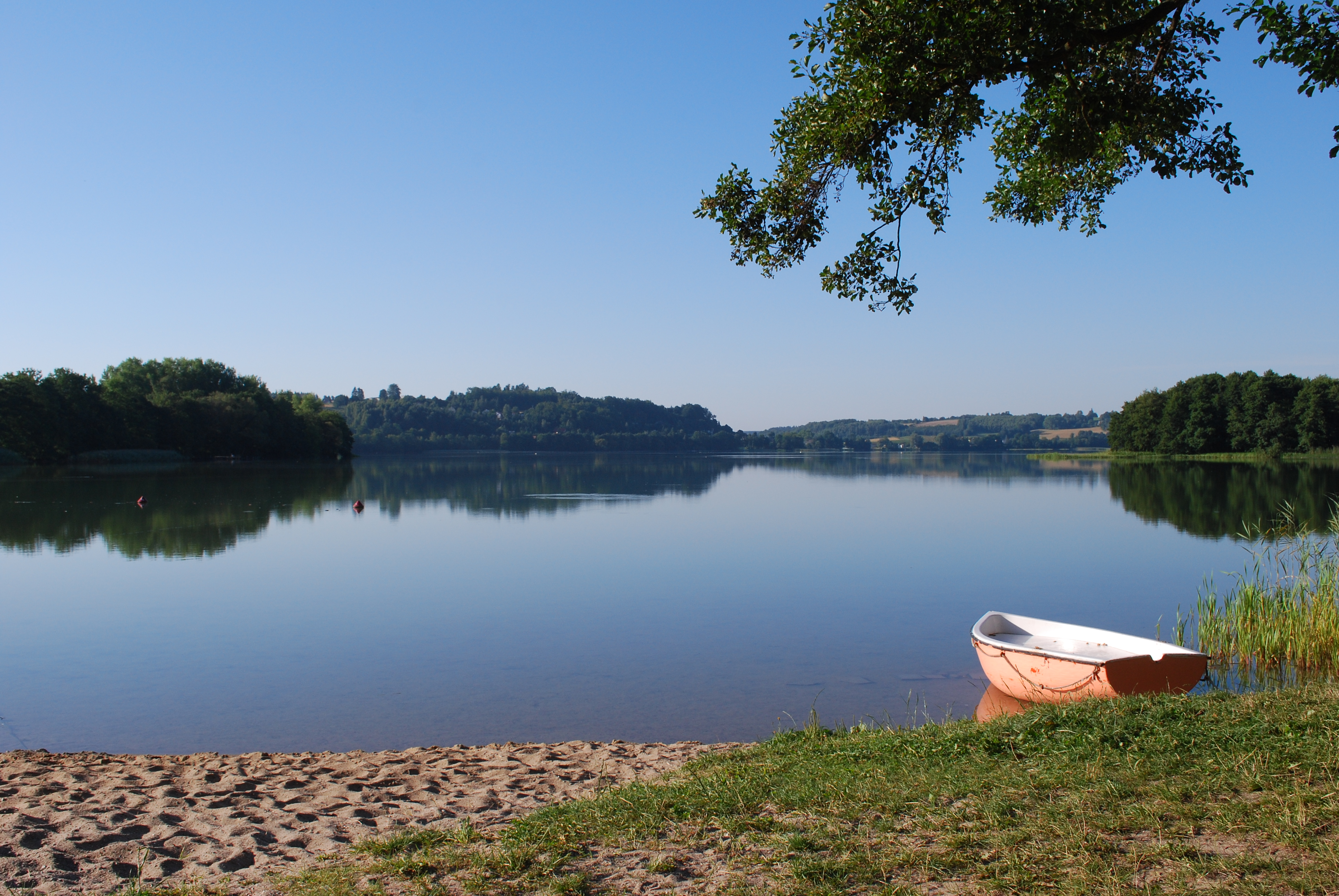
Озеро Клодно

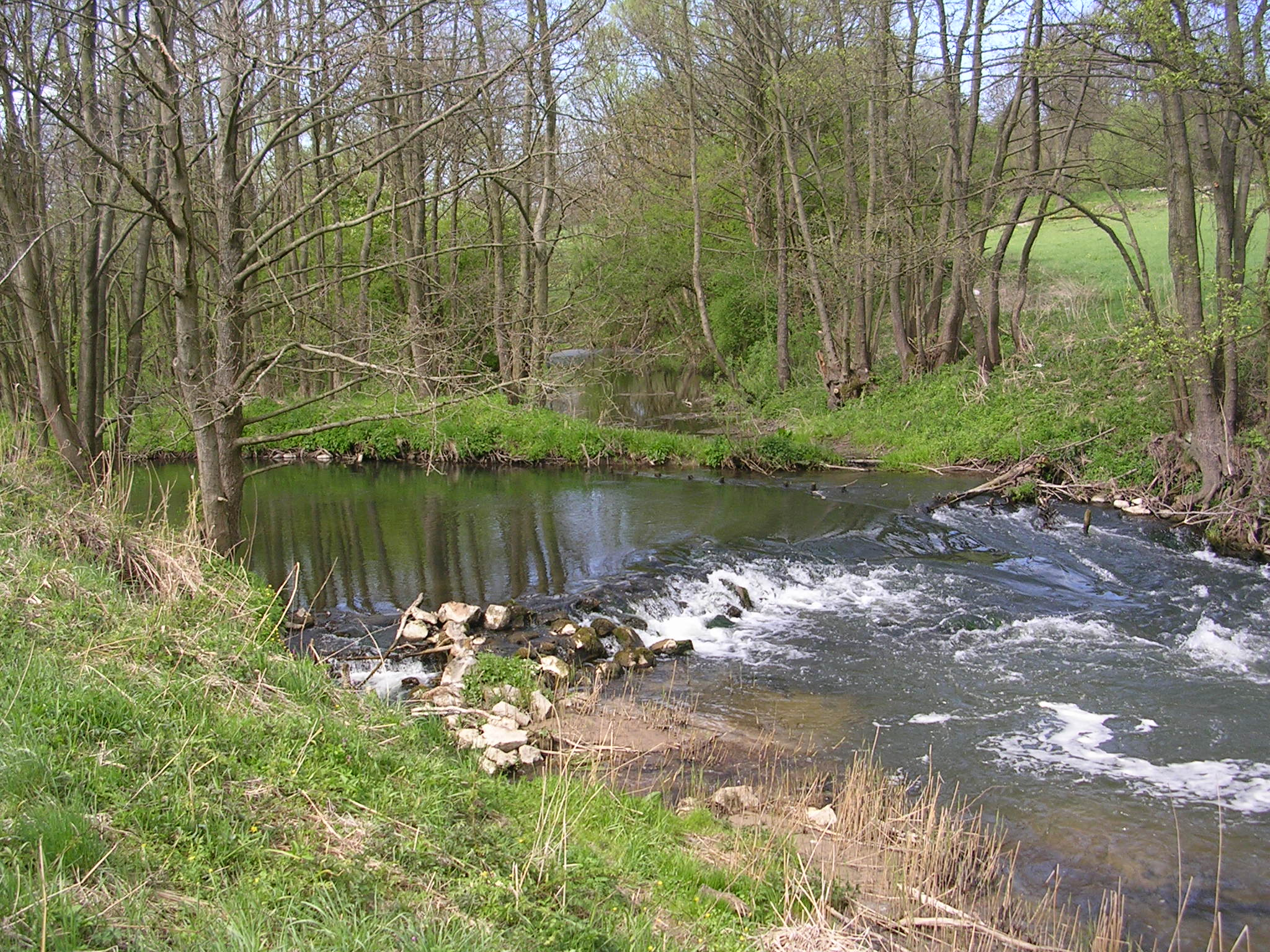
Озерце на річці Радуні

Кашубське поозер'я має площу близько 3000 км2. На півночі мезорегіон межує з прадолинами річок Реда і Леба, які відокремлюють поозер'я від Жарновецької і Дамняцької височини. На сході (в районі Гданська і Гдині) поозер'я межує з Кашубським узбережжям. З південного сходу межує зі Старогардським поозер'ям, з південного заходу — з Тухольськими лісами. Західна межа закінчується на Поляновській височині.
Кашубське поозер'я розташоване в таких повітах: Гданськ, Гдиня, Битівський повіт, Гданський повіт, Картузький повіт, Косьцерський повіт, Лемборський повіт, Слупський повіт, Староґардський повіт, Тчевський повіт і Вейгеровський повіт.

## Рельєф місцевості
Рельєф Кашубського поозер'я горбистий, особливо в околицях Картузького повіту. Рельєф набагато розвиненіший, ніж в інших мезорегіонах воєводства, місцями схожих на типовий гірський рельєф. У деяких місцях (Шимбарські височини) різниця між найвищою і найнижчою точками становить 160 м.
Рельєф формувався рядом різних факторів, серед яких вирішальну роль відігравали скандинавські льодовики та флювіогляціальні води. Іншим фактором була подальша ерозійна та накопичувальна діяльність річок.
Глибини озер в Кашубському поозер'ї сягають  20-40 метрів і шириною від 200 до 1500 метрів (в середньому близько 600 метрів). Довжина коливається від 1 км до 24 км. Поодинокі воронкоподібні озера часто зв'язуються річковими системами, як, наприклад, Радунські озера.

## Водні шляхи
Згідно з регіоналізацією, складеною Міністерством навколишнього середовища, Кашубське поозер'я належить до басейну нижньої Вісли. У ньому налічується понад 500 озер, відношення площі поверхні природних водойм до площі їх водозбору становить 3,5%. Більшість озер льодовикового походження. Річки, що протікають через цей мезорегіон належать до водозбірного басейну  Балтійського моря.
Мезорегіон може бути поділений на наступні річкові басейни: Радуня, Реда, Леба, Мотлава, Вежиця, Слупя і Лупава.

## Клімат
Кашубське поозер'я належить до Поморського поозер'я. Кашубське поозер'я має велику мінливість погоди, що загалом характерно для цього регіону.
Температура в січні в центрі поозер'я нижче, ніж на його межах, зокрема в Тримісто, різниця температур становить близько 2,5 °С; у липні ця різниця близько 1 °С. Крім того, тривалість вегетаційного періоду на 5-10 днів коротше, ніж у сусідніх регіонах.
| Місяць                  | Січня | Лютого | Березня | Квітня | Травня | Червня | Липня | Серпня | Вересня | Жовтня | Листопада | Грудня |
| ----------------------- | ----- | ------ | ------- | ------ | ------ | ------ | ----- | ------ | ------- | ------ | --------- | ------ |
| Максимальна температура | -0,1  | 0,7    | 4,5     | 10,4   | 16,3   | 19,7   | 21,1  | 21,0   | 16,5    | 11,5   | 5,1       | 1,4    |
| Середня температура     | -2,7  | -2,4   | 0,4     | 5,5    | 11,1   | 14,8   | 16,5  | 16,1   | 12,3    | 7,9    | 2,9       | -2,9   |
| Мінімальна температура  | -5    | -5     | -2,5    | 1,8    | 6,6    | 10,4   | 12,4  | 12,4   | 9,3     | 5,4    | 1         | -2,8   |

## Природа
З точки зору геоботанічної класифікації, Кашубського озерного краю є частиною Поморське Поозер'я. області залісення Поозер'я досить великі у порівнянні з сусідніми мезорегіонами; крім Тухольських лісів. Домінуючими видами дерев є Європейський бук (fagus silvatica), дуби (Quercus Robur та Quercus sessilis), граб (граб betulus) і липа серцеподібна. У прибережних лісах домінує  ясен (Fraxinus exelsior), явір (Acer і білий) і вільха. Серед хвойних дерев — сосна звичайна і ялина. Ліси вкривають в основному ландшафт, який є занадто складним для сільського господарства, наприклад: пагорби, долини річок.

## Історія регіону

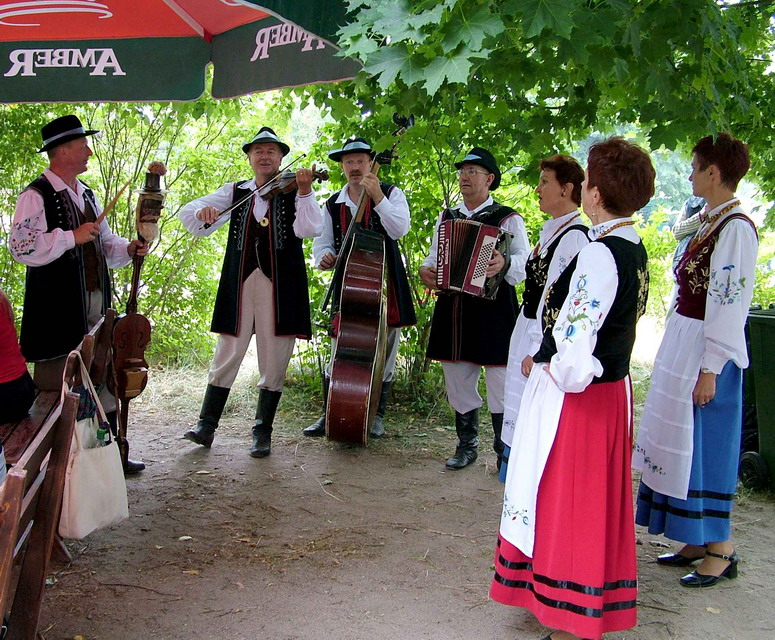
Фольклорний колектив у традиційному кашубському одязі

Після середньовіччя змінювалися власники, які справляли істотний вплив на розвиток регіону. Тимчасовий відрив від Польщі і від Німеччини викликав розвиток регіонів власної культури і мови, однак кашуби не створили свою державу.
У міжвоєнний період цей регіон належав Польщі, однак жителі Кашубського поозер'я були досить міцно ментально і економічно пов'язані з вільним містом Гданськ. Західна частина регіону в той час була частиною Німеччини, що створювало економічні проблеми для громадян, які не могли вільно пересуватися через кордон. Регіон був досить бідним так як не було інших доходів, ніж сільське господарство.
Після 1945 року, Гданськ був включений до Польщі. У досить швидкому темпі почався ріст суднобудівної промисловості, що призвело до міграції населення регіону в Тримісто. У 1960-х роках почав інтенсивно розвиватися туризм, що дало регіону додаткові кошти. Коли Польща вступила у Європейський Союз, це призвело до залучення додаткових коштів з ЄС та збільшення культурної різноманітності регіону, розвитку багатьох кашубських інституцій, а кашубська мова була оголошена офіційною, що було неможливо у часи Польської Народної Республіки.